# Oxytoxaceae
Famille
Les Oxytoxaceae sont une famille d'algues dinoflagellés de l’ordre des Peridiniales.

## Étymologie
Le nom vient du genre type Oxytoxum, dérivé du grec ὀξύς / oxýs, « aigu, pointu », et  τόξον / tóxon, flèche, en référence à la forme élancée, fusiforme, de la cellule de ce dinoflagellé.

## Liste des genres et espèces
Selon AlgaeBase (13 janvier 2022)
- Corythodinium	Loeblich & A.R.Loeblich
- Oxytoxum Stein, 1883
- Pavillardinium G.De Toni
- Pyrgidium Stein